# ХІІ зимові Паралімпійські ігри (монета)
«ХІІ зимо́ві Паралімпі́йські і́гри» — пам'ятна монета номіналом 2 гривні, випущена Національним банком України, присвячена зимовим Паралімпійським іграм 2018 року, що проводилися у південнокорейському місті Пхьончхан з 09 до 18 березня. Національна паралімпійська збірна команда України на цих змаганнях була представлена 33 спортсменами, які вибороли 22 нагороди: сім золотих, сім срібних і вісім бронзових та зайняли шосте місце в загальному рейтингу ігор і четверте місце за загальною кількістю медалей.
Монету введено в обіг 18 жовтня 2018 року. Вона належить до серії «Спорт».

## Опис монети та характеристики
| Номінал грн. | Метал      | Маса, г | Діаметр, мм | Якість виготовлення       | Гурт     | Тираж, штук |
| ------------ | ---------- | ------- | ----------- | ------------------------- | -------- | ----------- |
| 2            | нейзильбер | 12,8    | 31,0        | спеціальний анциркулейтед | рифлений | 35 000      |

### Аверс
На аверсі монети на дзеркальному тлі розміщено стилізовані три медалі з синьо-жовтими стрічками (використано тамподрук); ліворуч від яких на матовому тлі — малий Державний Герб України, під яким написи: «УКРАЇНА/2 ГРИВНІ», праворуч — рік карбування монети «2018», логотип Банкнотно-монетного двору Національного банку України.

### Реверс
На реверсі монети зображено паралімпійця під час змагань, прототипом якого став один із членів національної збірної команди України, ліворуч — на матовому тлі логотип Національного Паралімпійського комітету України; угорі півколом написи: «ХІІ ЗИМОВІ ПАРАЛІМПІЙСЬКІ ІГРИ 2018/ЗБІРНА УКРАЇНИ/ 22 МЕДАЛІ».

## Автори

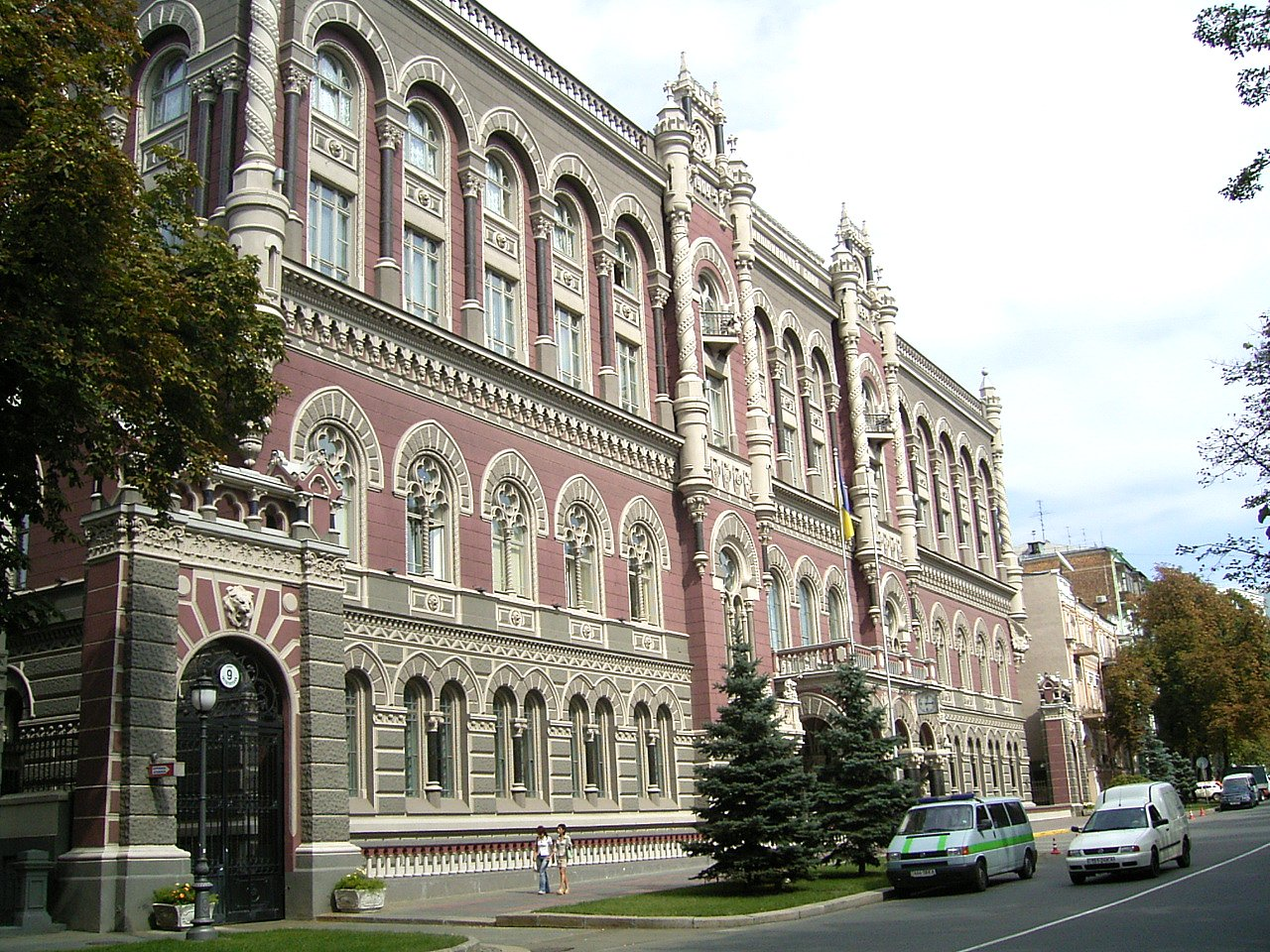
Будівля Національного банку України

- Художники: Таран Володимир, Харук Олександр, Харук Сергій.
- Скульптор — Іваненко Святослав.

## Вартість монети
Під час введення монети в обіг 2018 року, Національний банк України реалізовував монету через свої філії за ціною 49 гривень.
Фактична приблизна вартість монети з роками змінювалася так:
| Рік        | 2019 | 2020 | 2021 | 2022 | 2023 | 2024 | 2025 |
| ---------- | ---- | ---- | ---- | ---- | ---- | ---- | ---- |
| Ціна, грн. | 60   | 60   | 65   | 70   | 230  | 220  | 230  |